# Euplexia fasciata
Euplexia fasciata là một loài bướm đêm trong họ Noctuidae.